# Пчеляков Андрій Володимирович
Андрій Володимирович Пчеляков (нар. 19 лютого 1972 у м. Усть-Каменогорську, СРСР) — казахський хокеїст, правий нападник. Наразі тренер клубу «Металург» (Жлобин) в Білоруській Екстралізі. 
Вихованець хокейної школи «Торпедо» (Усть-Каменогорськ). Виступав за «Торпедо» (Усть-Каменогорськ), «Авангард» (Омськ), «Сєвєрсталь» (Череповець), «Металург» (Новокузнецьк), СКА (Санкт-Петербург), МВД (Твер), «Крила Рад» (Москва), «Амур» (Хабаровськ), ХК «Гомель», «Шинник» (Бобруйськ), «Металург» (Жлобин), «Астана».
У складі національної збірної Казахстану учасник Олімпійських ігор 1998 і 2006, учасник чемпіонатів світу 1993 (група C), 1994 (група C), 1995 (група C), 1997 (група B), 1999 (група B), 2005 і 2006.
Бронзовий призер чемпіонату Росії (2001). Переможець чемпіонату Росії серед команд вищої ліги (2005), срібний призер (2006). Срібний призер чемпіонату Білорусі (2009), бронзовий призер (2010, 2011). Найкращий хокеїст Казахстану (1995).